# Chase Stokes
Chase Stokes (Annapolis, 16 settembre 1992) è un attore statunitense, noto principalmente per il ruolo di John B Routledge nella serie televisiva Outer Banks.

## Biografia
Nasce ad Annapolis nel Maryland da Jeff Stokes, presidente del franchising STRIDE LLC., e Jennifer Canning. Da ragazzino si trasferisce con la famiglia in Florida, dove frequenta alla Timber Creek High School di Orlando. Nel 2010 si iscrive al Valencia College. Nel 2015 ha, poi, proseguito gli studi frequentando un MBA alla University of Central Florida. Nel tempo libero pratica il nuoto, lo skateboard, la palestra, il surf e, soprattutto, l'hockey su ghiaccio, che ha però dovuto abbandonare per diverse lesioni subite in una partita. Per un breve periodo ha fatto da modello per Abercrombie & Fitch. All'età di ventidue anni, nel 2014, partecipa al suo primo progetto, un cortometraggio intitolato Love Island. Nel 2019, poi, è stato scelto come protagonista per la nuova serie Netflix Outer Banks.

## Filmografia

### Cinema
- Lost Island, regia di Sawyer Hartman - cortometraggio (2014)
- Between Waves, regia di Joe Herbert e Peter Herbert (2018)
- Dr. Bird's Advice for Sad Poets, regia di Yaniv Raz (2020)
- Uglies, regia di McG (2024)
- Marked Men - Oltre le regole (Marked Men Rule + Shaw), regia di Nick Cassavetes (2025)

### Televisione
- Stranger Things - serie TV, 1 episodio (2016)
- Daytime Divas - serie TV, 3 episodi (2017)
- La casa dei miei ricordi (The Beach House), regia di Roger Spottiswoode – film TV (2018)
- The First - serie TV, 1 episodio (2018)
- Outer Banks - serie TV, 40 episodi (2020-in corso)
- Tell me Your Secrets - serie TV, 4 episodi (2021)

## Doppiatori italiani
Nelle versioni in italiano dei suoi lavori, Chase Stokes è stato doppiato da:
- Manuel Meli in Outer Banks
- Giacomo Doni in Uglies